# Großer Preis der Schweiz 1949
Der IX. Große Preis der Schweiz war ein Formel-1-Rennen und fand am 3. Juli 1949 auf der Bremgarten-Rundstrecke in Bremgarten bei Bern statt. Das Rennen zählte zur Kategorie der Grandes Épreuves und wurde nach den Bestimmungen der Internationalen Formel 1 (Rennwagen mit Motoren bis 1,5 Liter Hubraum mit Kompressor bzw. bis 4,5 Liter Hubraum ohne Kompressor; Renndistanz mindestens 300 km bzw. mindestens drei Stunden Renndauer) über 40 Runden à 7,280 km ausgetragen, was einer Gesamtdistanz von 291,2 km entsprach.
Sieger wurde Alberto Ascari auf einem Ferrari 125 GPC, der damit sowohl für sich als auch für die Scuderia Ferrari den ersten Erfolg bei einem offiziellen Internationalen Grand Prix errang.
Das Rennen
Nach der Niederlage gegen Louis Rosier beim Großen Preis von Belgien, der dort mit seinem Lago-Talbot T26C die gesamte Distanz ohne Tankstopp bewältigt hatte, hatte Ferrari reagiert und zum nachfolgenden Großen Preis der Schweiz den Rennwagen von Luigi Villoresi mit Zusatztanks ausgerüstet, so dass dieser angesichts der deutlich kürzeren Renndistanz von 300 km (in Spa-Francorchamps war über die klassische Grand-Prix-Entfernung von 500 km gefahren worden) hier nun ebenfalls non-stopp über die Runden kommen sollte. Sein Freund und Teamkollege Alberto Ascari verfügte dagegen über einen Ferrari 125 GPC in normaler Konfiguration, so dass er wenigstens einmal nachtanken musste. Dritter Vertreter des Teams war Peter Whitehead mit seinem Kundenauto, das im Gegensatz zu den Wagen seiner Stallkollegen noch nicht über eine modifizierte Hinterradaufhängung verfügte, so dass er gezwungen war, Ballast einzusetzen, um das Fahrverhalten wenigstens einigermaßen in den Griff zu bekommen.
Dem Ferrari-Trio in Bern traten nicht weniger als sieben Lago-Talbot gegenüber – fast der gesamte Produktionsumfang – deren Besitzer hofften, Rosiers Erfolg in Belgien vielleicht noch einmal zu wiederholen. Nicht zu unterschätzen waren außerdem die schnellen Maserati, allen voran Giuseppe Farina mit dem von ihm selbst eingesetzten Auto, deren Defektanfälligkeit jedoch häufig zählbare Erfolge verhinderte. Mit fünf Schweizern am Start, darunter der frischgebackene Sieger des britischen Grand Prix Emmanuel de Graffenried, war außerdem der Anteil der einheimischen Fahrer so groß wie nie zuvor, auch wenn sich der Rest von ihnen mit nicht mehr ganz dem aktuellsten Material begnügen musste. Ein besonderes Kuriosum stellte der Talbot des Italieners Clemente Biondetti dar. Es handelte sich dabei um ein von seinem späteren Besitzer Luigi Platé immer wieder umkonstruiertes und modernisiertes Fahrzeug, dessen Ursprung jedoch auf das für die Saison 1926 entwickeltes Grand-Prix-Modell zurückreicht.
Seiner Rennstrategie folgend legte Ascari mit seinem Ferrari gleich von Beginn an ein hohes Tempo vor, um genügend Vorsprung für seinen Tankstopp herauszufahren, während Farina, der sich nach schlechtem Start bis auf den zweiten Platz nach vorne gekämpft hatte, einmal mehr in aussichtsreicher Position mit Defekt aufgeben musste. Villoresi lag damit hinter seinem Teamkollegen auf Rang zwei mit bereits recht sicherem Abstand auf den Maserati des siamesischen Prinz „B. Bira“, während dahinter die Talbot-Fahrer dem Tempo der Spitze nicht folgen konnten und auf ihre Chance bei den zur Halbzeit fälligen Boxenstopps warteten.
Immerhin gelang es den beiden Grand-Prix-Veteranen Raymond Sommer und Philippe Étancelin – der seine beste Saison seit langem fuhr – bei dieser Gelegenheit auf die Ränge drei und vier vorzurücken, Ascari kam jedoch rechtzeitig wieder vor ihnen zurück auf die Strecke und machte sich umgehend auf die Verfolgung seines Teamkollegen, den er als einzigen hatte passieren lassen müssen. Die Ferrari-Mannschaft hatte sich jedoch bei Villoresis Auto mit dem Benzinverbrauch verrechnet, so dass dieser – bevor es zum teaminternen Duell auf der Strecke kam – seinerseits wenige Runden vor Schluss doch noch einmal zum Tanken an die Boxen kommen musste. Einmal mehr wurde ihm damit ein möglicher Sieg in einem Grande Épreuve in letzter Minute doch noch verwehrt, während Ascari den ersten Grand-Prix-Erfolg für sich und das Team nun sicher nach Hause fahren konnte.

## Meldeliste
| Team                   | Nr. | Fahrer                  | Info  | Chassis                             | Motor                           | Reifen |
| ---------------------- | --- | ----------------------- | ----- | ----------------------------------- | ------------------------------- | ------ |
| Écurie Belge           | 02  | Johnny Claes            |       | Talbot-Lago T26C                    | Talbot-Lago T26 4.5L I6         |        |
| Écurie France          | 04  | Louis Chiron            | DNA   | Talbot-Lago T26C                    | Talbot-Lago T26 4.5L I6         |        |
| Écurie France          | 06  | Guy Mairesse            | DNA   | Talbot-Lago T26C                    | Talbot-Lago T26 4.5L I6         |        |
| P. Étancelin           | 08  | Philippe Étancelin      |       | Talbot-Lago T26C                    | Talbot-Lago T26 4.5L I6         |        |
| Y. Giraud-Cabantous    | 10  | Yves Giraud-Cabantous   | DNA   | Talbot-Lago T26C                    | Talbot-Lago T26 4.5L I6         |        |
| G. Grignard            | 12  | Georges Grignard        |       | Talbot-Lago T26C                    | Talbot-Lago T26 4.5L I6         |        |
| P. Bouillin            | 14  | „Pierre Levegh“         |       | Talbot-Lago T26C                    | Talbot-Lago T26 4.5L I6         |        |
| Écurie Rosier          | 16  | Louis Rosier            |       | Talbot-Lago T26C                    | Talbot-Lago T26 4.5L I6         |        |
| R. Sommer a            | 18  | Raymond Sommer          |       | Talbot-Lago T26C                    | Talbot-Lago T26 4.5L I6         |        |
| R. Sommer a            | 18  | Louis Chiron            | RES   |                                     |                                 |        |
| G. Farina              | 20  | Giuseppe Farina         |       | Maserati „4CLT/48“ b                | Maserati 4CL 1.5L I4 Kompressor |        |
| Scuderia E. Platé      | 22  | „B. Bira“               |       | Maserati „4CLT/48“                  | Maserati 4CL 1.5L I4 Kompressor |        |
| Scuderia E. Platé      | 24  | Frank Séchehaye         |       | Maserati 4CL(T) c                   | Maserati 4CL 1.5L I4 Kompressor |        |
| L. Platé               | 26  | Clemente Biondetti      |       | Platé-Talbot „Speziale“             | Talbot 1.5L I8 Kompressor       |        |
| Scuderia Ambrosiana    | 28  | Reg Parnell             |       | Maserati „4CLT/48“                  | Maserati 4CL 1.5L I4 Kompressor |        |
| Scuderia Ambrosiana    | 50  | Fred Ashmore            |       | Maserati „4CLT/48“                  | Maserati 4CL 1.5L I4 Kompressor |        |
| Scuderia Ferrari       | 30  | Alberto Ascari          |       | Ferrari 125 GPC                     | Ferrari 125 1.5L V12 Kompressor |        |
| Scuderia Ferrari       | 32  | Felice Bonetto          | DNA   | Ferrari 125 GPC                     | Ferrari 125 1.5L V12 Kompressor |        |
| Scuderia Ferrari       | 34  | Luigi Villoresi         |       | Ferrari 125 GPC                     | Ferrari 125 1.5L V12 Kompressor |        |
| Scuderia Ferrari       | 36  | Peter Whitehead         |       | Ferrari 125 GPC                     | Ferrari 125 1.5L V12 Kompressor |        |
| A. Branca              | 38  | Antonio Branca          |       | Maserati 4CL                        | Maserati 4CL 1.5L I4 Kompressor |        |
| M. Christen            | 40  | Max Christen            | EXC d | Maserati „Suiza“ e                  | Maserati 1.5L I6 Kompressor     |        |
| A. Dattner             | 42  | Alfred Dattner          |       | Simca-Gordini T11                   | Simca-Gordini 1.1L I4           |        |
| R. Fischer             | 44  | Rudolf Fischer          |       | Simca-Gordini T11                   | Simca-Gordini 1.4L I4           |        |
| E. de Graffenried      | 46  | Emmanuel de Graffenried |       | Maserati „4CLT/48“                  | Maserati 4CL 1.5L I4 Kompressor |        |
| Horschell Racing Co. f | 48  | Harry Schell            |       | Talbot-Lago T26 „Monoplace Décalée“ | Talbot-Lago T26 4.5L I6         |        |

## Klassifikation

### Startaufstellung
| 3                    |                           | 2                    |                      | 1                    |
| -------------------- | ------------------------- | -------------------- | -------------------- | -------------------- |
| Ascari 2:55,7 min    |                           | „B. Bira“ 2:53,2 min |                      | Farina 2:50,4 min    |
|                      | 5                         |                      | 4                    |                      |
|                      | de Graffenried 2:57,5 min |                      | Sommer 2:56,8 min    |                      |
| 8                    |                           | 7                    |                      | 6                    |
| Parnell 3:00,2 min   |                           | Rosier 2:59,6 min    |                      | Étancelin 2:59,6 min |
|                      | 10                        |                      | 9                    |                      |
|                      | Branca 3:06,9 min         |                      | Villoresi 3:00,8 min |                      |
| 13                   |                           | 12                   |                      | 11                   |
| Claes 3:11,0 min     |                           | Whitehead 3:10,1     |                      | Grignard 3:08,0 min  |
|                      | 15                        |                      | 14                   |                      |
|                      | „Levegh“ 3:12,7 min       |                      | Ashmore 3:11,0 min   |                      |
| 18                   |                           | 17                   |                      | 16                   |
| Séchehaye 3:32,3 min |                           | Schell 3:30,6 min    |                      | Fischer 3:16,6 min   |
|                      | 20                        |                      | 19                   |                      |
|                      | Dattner 3:52,8 min        |                      | Biondetti 3:41,4 min |                      |

### Rennergebnis
| Pos. | Nr. | Fahrer                  | Konstrukteur  | Runden | Zeit        | Ausfallgrund                  |
| ---- | --- | ----------------------- | ------------- | ------ | ----------- | ----------------------------- |
| 1    | 30  | Alberto Ascari          | Ferrari       | 40     | 1:59:24,6 h |                               |
| 2    | 32  | Luigi Villoresi         | Ferrari       | 40     | 2:00:21,2 h |                               |
| 3    | 18  | Raymond Sommer          | Talbot        | 40     | 2:00:41,3 h |                               |
| 4    | 8   | Philippe Étancelin      | Talbot        | 40     | 2:01:07,9 h |                               |
| 5    | 22  | „B. Bira“               | Maserati      | 40     | 2:01:31,3 h |                               |
| 6    | 16  | Louis Rosier            | Talbot        | 40     | 2:01:52,9 h |                               |
| 7    | 32  | Emmanuel de Graffenried | Maserati      | 39     | + 1 Runde   |                               |
| 8    | 28  | Reg Parnell             | Maserati      | 39     | + 1 Runde   |                               |
| 9    | 36  | Peter Whitehead         | Ferrari       | 39     | + 1 Runde   |                               |
| 10   | 14  | „Pierre Levegh“         | Talbot        | 38     | + 2 Runden  |                               |
| 11   | 50  | Fred Ashmore            | Maserati      | 38     | + 2 Runden  |                               |
| 12   | 12  | Georges Grignard        | Talbot        | 38     | + 2 Runden  |                               |
| 13   | 2   | Johnny Claes            | Talbot        | 38     | + 2 Runden  |                               |
| 14   | 38  | Antonio Branca          | Maserati      | 37     | + 3 Runden  |                               |
| 15   | 44  | Rudolf Fischer          | Simca-Gordini | 36     | + 4 Runden  |                               |
| 16   | 48  | Harry Schell            | Talbot        | 34     | + 6 Runden  |                               |
| 17   | 42  | Alfred Dattner          | Simca-Gordini | 31     | + 9 Runden  |                               |
| DNF  | 20  | Giuseppe Farina         | Maserati      | 14     |             | Ölleitung                     |
| DNF  | 24  | Frank Séchehaye         | Maserati      | 11     |             | Öldruck                       |
| EXC  | 40  | Max Christen            | Maserati      |        |             | Technische Abnahme verweigert |

Schnellste Rennrunde:  Giuseppe Farina (Maserati), 2:52,2 min = 152,2 km/h